# Wormaldia uonumana
Wormaldia uonumana är en nattsländeart som beskrevs av Kobayashi 1980. Wormaldia uonumana ingår i släktet Wormaldia och familjen stengömmenattsländor. Inga underarter finns listade i Catalogue of Life.